# Coronilla coronata
Coronille couronnée, Coronille des montagnes, Coronille en couronne
Ne doit pas être confondu avec Coronella coronata.
Espèce
Synonymes
- Coronilla coronata Jacq.[2]
- Coronilla coronata f. fructolineata H.Jahn[2]
- Coronilla coronata f. gracilis H.Jahn[2]
- Coronilla coronata f. macrantha H.Jahn[2]
- Coronilla coronata f. macrophylla H.Jahn[2]
- Coronilla coronata f. multiflora H.Jahn[2]
- Coronilla coronata f. pedunculata H.Jahn[2]
- Coronilla coronata var. rossica H.Jahn[2]
- Coronilla montana Jacq., 1762[3]
- Coronilla montana Scop., 1772[3],[2]
- Coronilla valentina Lam., 1779[3],[2]
- Ornithopus coronatus (L.) Hornem., 1815[3],[2]

Coronilla coronata, de noms communs Coronille couronnée, Coronille des montagnes, Coronille en couronne, est une espèce de plantes à fleurs vivace de la famille des Fabaceae et du genre Coronilla.

## Description

### Appareil végétatif

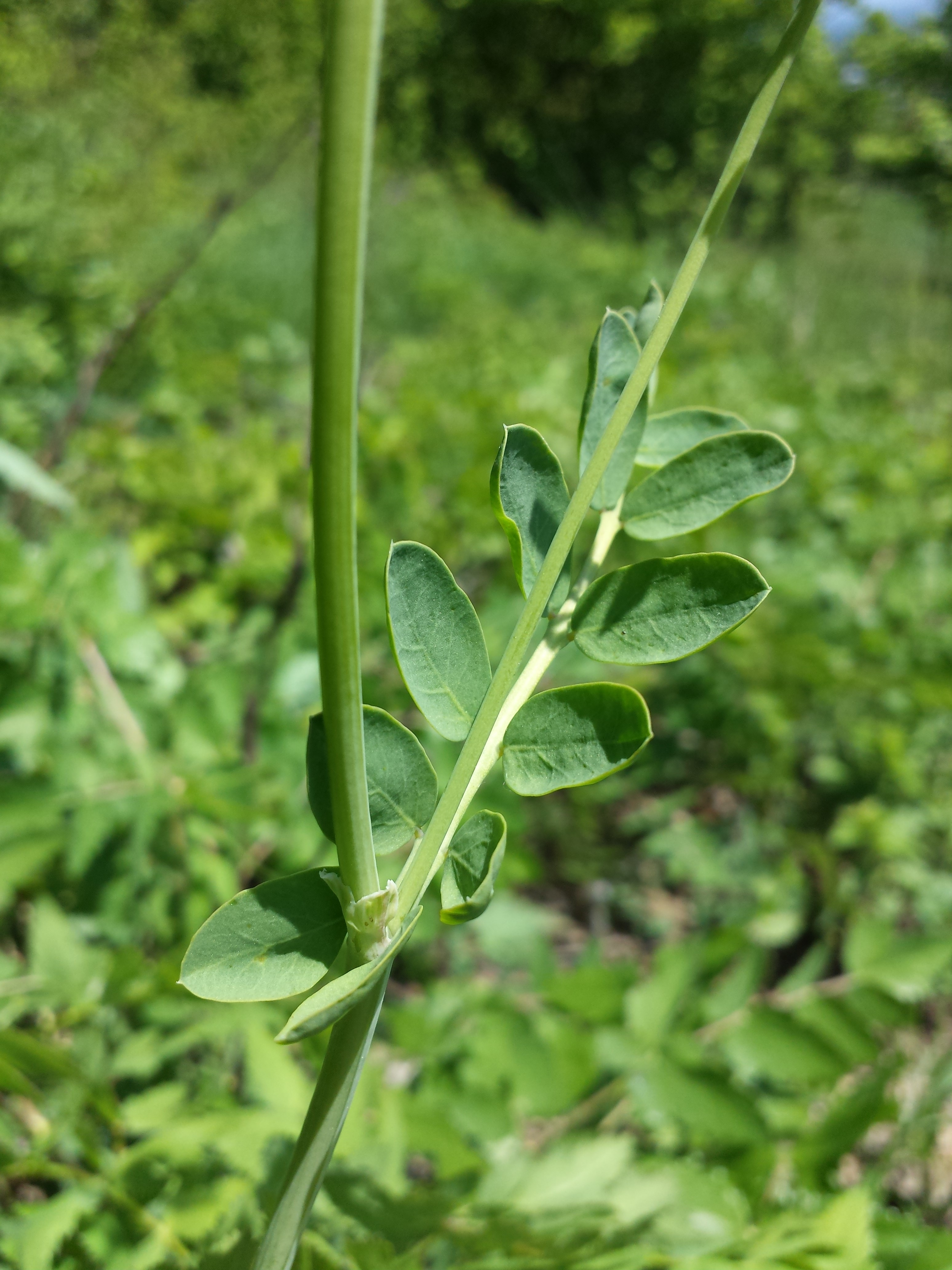
Feuilles et tige.

La Coronille couronnée est une plante vivace, glabre et glauque, à souche ligneuse. Les tiges mesurent de 30 à 70 cm de hauteur, herbacées, creuses. Les feuilles sont alternes, composées imparipennées, à 7-13 folioles obovales, obtuses et mucronées, la paire inférieure attachée à la base du rachis, très près de la tige ; les stipules soudés, plus ou moins membraneux, rapidement caducs. 

### Appareil reproducteur

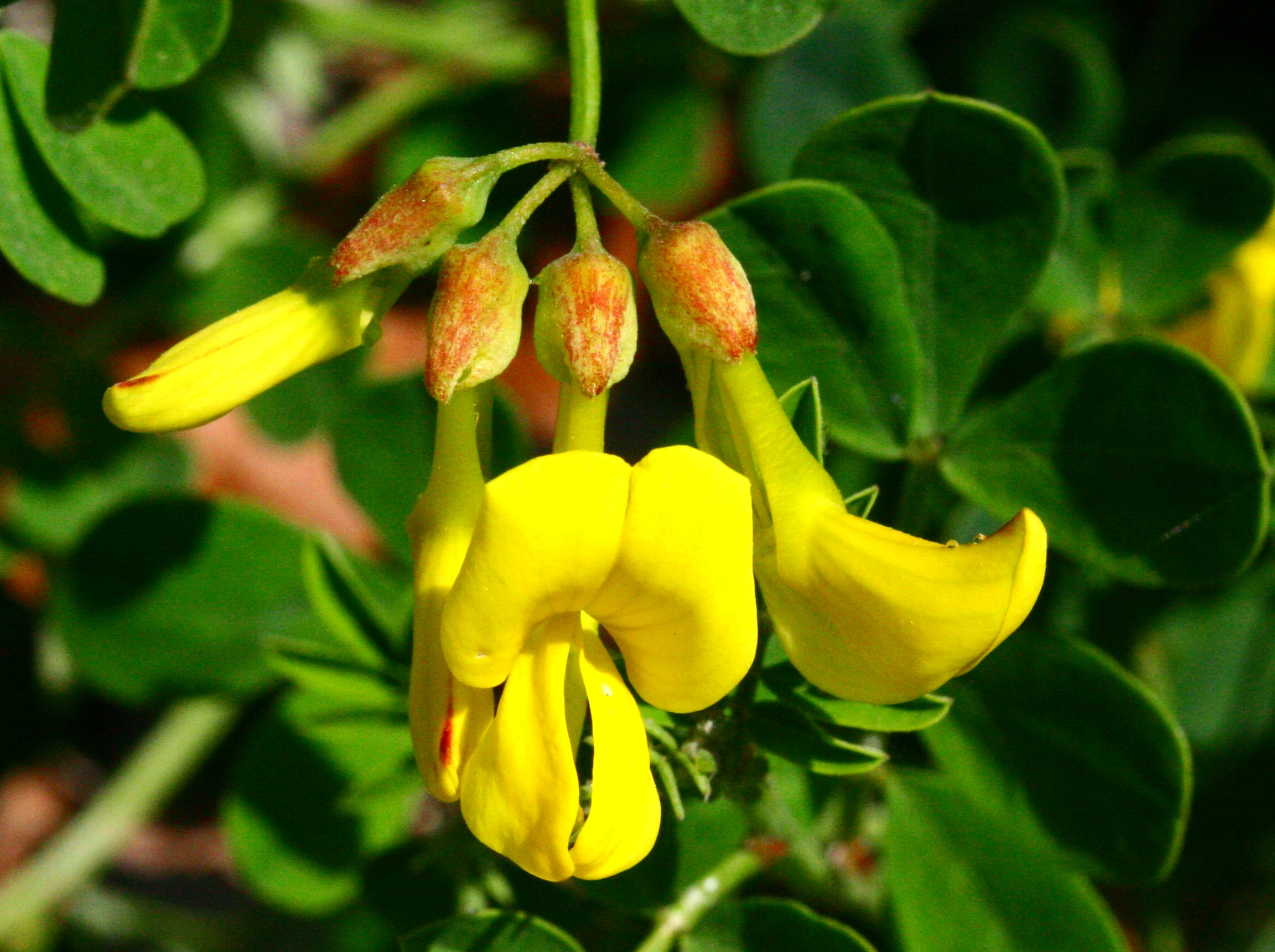
Fleurs.

Les fleurs groupées par 12-20 en ombelles terminales denses portées par un pédoncule de 6–10 cm bien plus long que la feuille ; les fleurs sont jaunes, à odeur fétide, longues de 7–12 mm ; le calice est largement capmanulé, plus court que le pédoncule floral ; l'étendard spatulé est plus ou moins redressé. Le fruit est une gousse articulée, droite, pendante, de 25 à 30 mm de longueur, à quatre angles peu marqués. La floraison a lieu de mai à juillet.

## Habitat et écologie
La plante est hémicryptophyte. La pollinisation se fait par les insectes. Ses populations sont souvent dispersées. Elle pousse dans les stades de colonisation des pelouses, dans les garrigues, les bois clairs, surtout sur sol calcaire ; elle ne dépasse pas l'altitude de 1 500 m.

## Répartition
Son aire de répartition recouvre l'Europe centrale et orientale, présente du centre de la France et de l'Allemagne du sud jusqu'à l'Ukraine et à la Crimée ; on la trouve aussi en Turquie et dans les montagnes du Proche-Orient. En France, son aire est restreinte ; elle est présente dans les montagnes et les plateaux du centre-est, le plateau de Langres, la Bourgogne, le Jura, le Dauphiné ; elle aurait été anciennement signalée en Champagne et en Lorraine.

## Utilisations

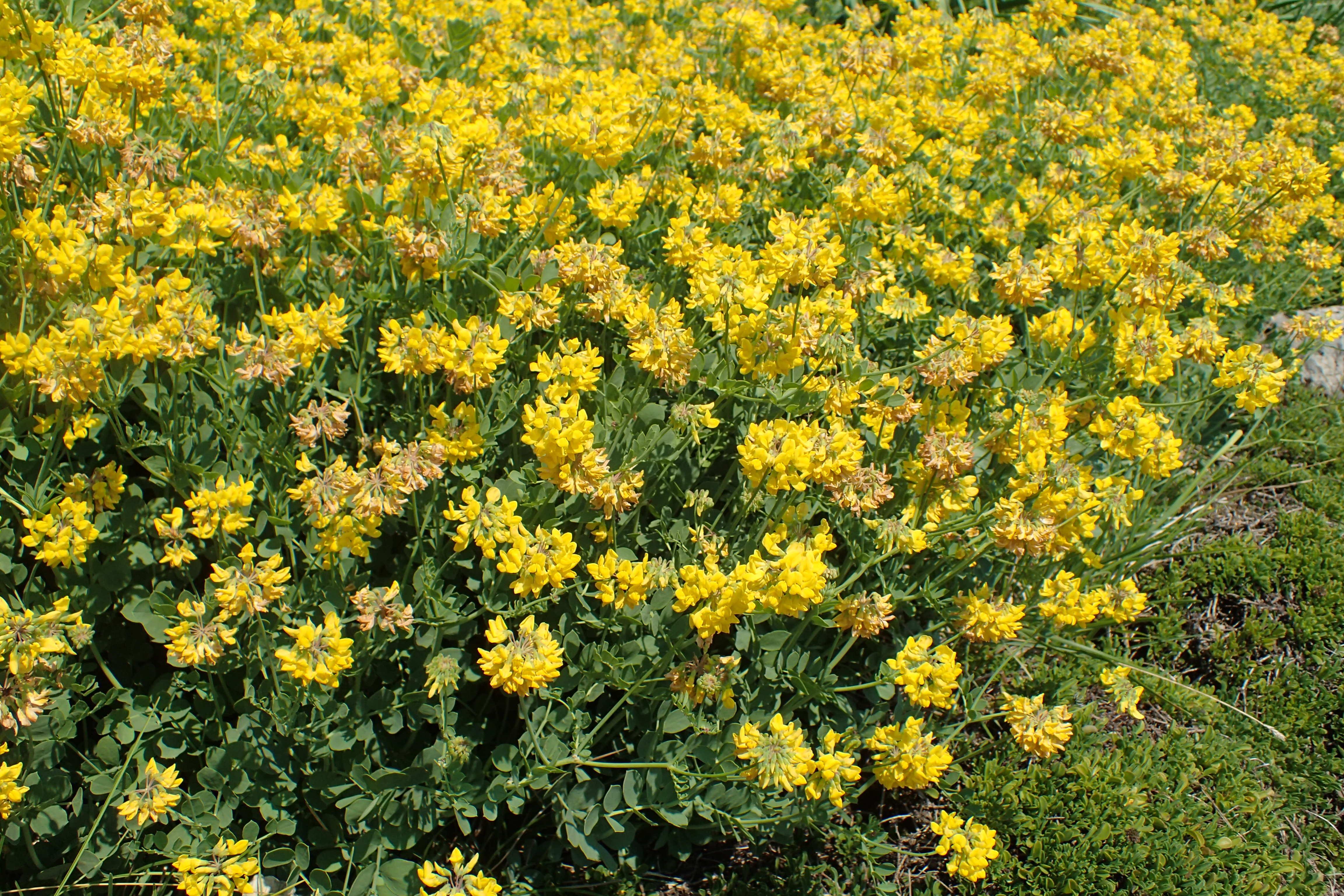
Coronille couronnée cultivée.

La Coronille couronnée est parfois cultivée comme plante ornementale.

## Menaces et conservation
En France, l'espèce est rare, dont les populations ne semblent bien se maintenir que sur le plateau de Langres et dans le Jura ; elle est en difficulté ailleurs, victime de la fermeture des pelouses calcicoles et, surtout, de la destruction des clairières et des lisières des forêts sèches. L'espèce est classée « espèce vulnérable » (VU) en Bourgogne et Rhône-Alpes.